# Pietro de L'Aquila
Pietro de L'Aquila (né à L'Aquila, dans les Abruzzes, Italie, et mort le 3 juin 1298) est un cardinal italien du XIIIe siècle. Il est membre de l'ordre des Bénédictins.

## Biographie
Pietro de L'Aquila est conseiller du roi Charles de Sicile et abbé de l'abbaye de S. Sofia à Bénévent. En 1294 il est élu évêque de Valva-Sulmona.
Le pape Célestin V le crée cardinal lors du consistoire du 18 septembre 1294. De L'Aquila participe au conclave de 1294 (élection de Boniface VIII).

## Liens
- Ressources relatives à la religion :   - Catholic Hierarchy
  - Cardinals of the Holy Roman Church